# 356217 Clymene
356217 Clymene è un asteroide troiano di Giove del campo greco. Scoperto nel 2009, presenta un'orbita caratterizzata da un semiasse maggiore pari a 5,2901105 UA e da un'eccentricità di 0,0888735, inclinata di 17,99555° rispetto all'eclittica.
L'asteroide è dedicato a Climene, madre di Palamede.